# Heinrich Knoch (Politiker, 1869)

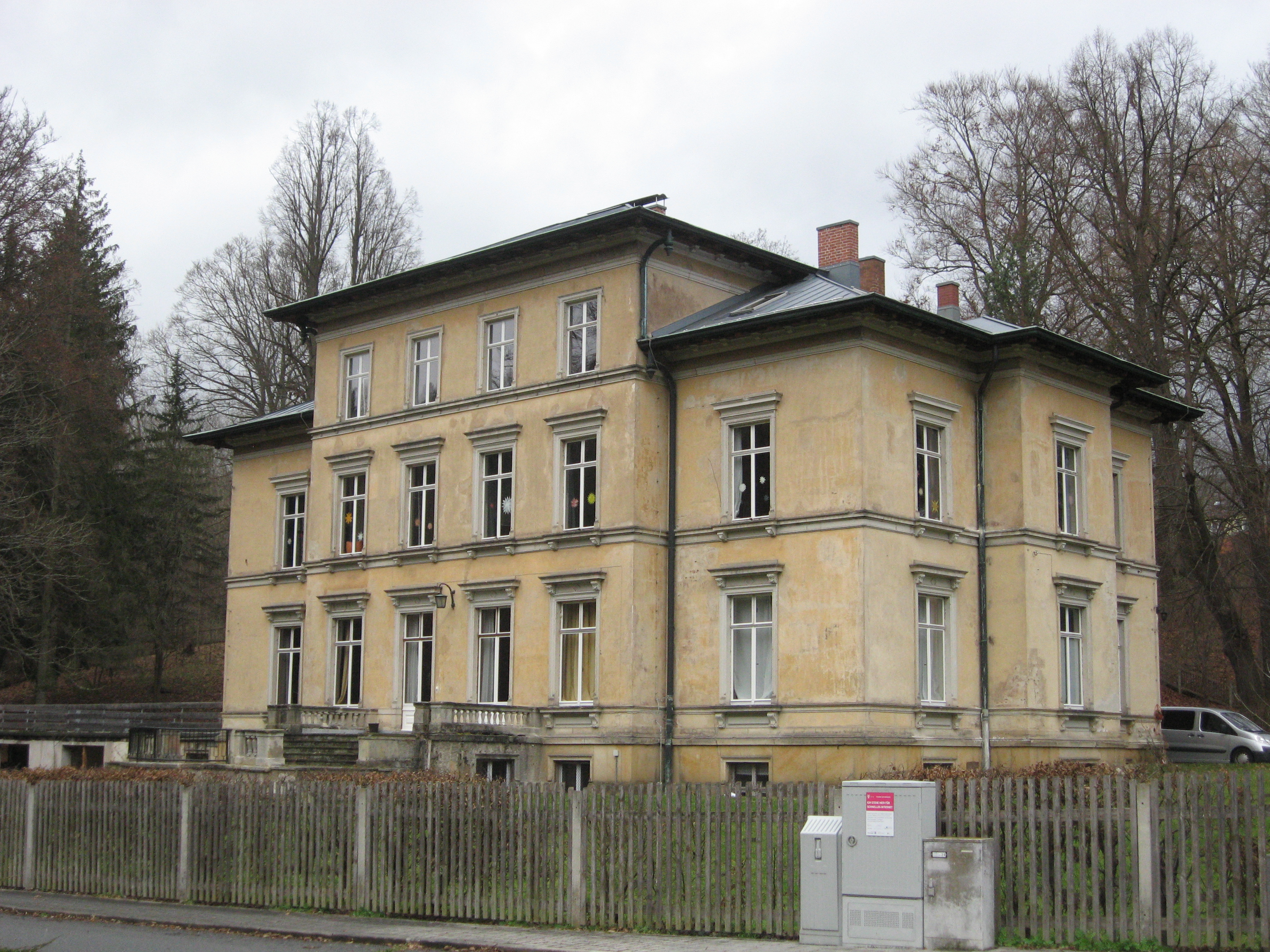
Elternhaus von Knoch, heute Kulturzentrum "Villa Novalis", Hirschberg, Gerberstraße 16

Heinrich Gottlieb Knoch (* 25. März 1869 in Hirschberg; † 31. Dezember 1935 ebenda) war ein deutscher Fabrikant und Politiker.

## Leben
Knoch war der Sohn des Lederfabrikanten Heinrich Philipp Maximilian Knoch in Hirschberg und dessen Ehefrau Amalie Karoline Nanny geborene von Koch aus Altona. Er war evangelisch-lutherischer Konfession und heiratete 1908 Olga Mathilde Auguste Krispien (Krisgirn) (* 18. Juli 1875 in Eimsbüttel; † 22. Juli 1913 in Hirschberg), die Tochter des Gerichtssekretärs Wilhelm August Leopold Krisgirn in Altona.
Gottlieb Knoch war ein Großvater, Adam Knoch der Urgroßvater. Eduard Knoch und Heinrich Knoch sind Neffen.
Knoch machte eine kaufmännische Lehre und war dann Lederfabrikant in Hirschberg. Er war kaufmännischer Direktor der Lederfabrik "Knoch" in Hirschberg und zuletzt dort Aufsichtsratsvorsitzender. 
Vom 23. Januar 1901 bis zum 28. September 1907 und vom 19. April 1909 bis zum 29. September 1910 war er Abgeordneter im Landtag Reuß jüngerer Linie und dort vom 29. Oktober 1901 bis zum 28. September 1907 Schriftführer.